# 信陵县
信陵县，中国古县名。
三国吴置，治所在今湖北省秭归县西。属建平郡。南朝宋时废。